# Dagmar (klädmärke)
Dagmar, egentligen House of Dagmar, är ett svenskt klädmärke grundat 2005 av systrarna Sofia Malm, Karin Söderlind och Kristina Tjäder. 2011 tilldelades märket Damernas Världs designpris Guldknappen.